# Josef Pouček
Josef Pouček (1940. augusztus 25. –) csehszlovák nemzetközi labdarúgó-játékvezető.

## Pályafutása

### Nemzeti játékvezetés
1966-ban lett az I. Liga játékvezetője. Az aktív nemzeti játékvezetéstől 1987-ben vonult vissza. Első ligás mérkőzéseinek száma: 191.

### Nemzetközi játékvezetés
A Csehszlovák labdarúgó-szövetség Játékvezető Bizottsága (JB) terjesztette fel nemzetközi játékvezetőnek, a Nemzetközi Labdarúgó-szövetség (FIFA) 1976-tól tartotta nyilván bírói keretében. Több nemzetek közötti válogatott és klubmérkőzést vezetett, vagy működő társának partbíróként segített. Az aktív nemzetközi játékvezetéstől 1983-ban búcsúzott. Válogatott mérkőzéseinek száma: 4.

## Magyar vonatkozás
| Időpont              | Helyszín           | Mérkőzés típusa              | Mérkőzés                 | Eredmény | Nézők száma |
| -------------------- | ------------------ | ---------------------------- | ------------------------ | -------- | ----------- |
| 1982. szeptember 22. | Rába Stadion, Győr | felkészülési (569. mérkőzés) | Magyarország–Törökország | 5 – 0    | 8000        |